# Coll d'Izoard
El coll d'Izoard (en francès col d'Izoard) és un port de muntanya dels Alps al nord-oest del massís de Queyras, a una alçada de 2.361 m. Administrativament es troba al departament dels Alts Alps. El coll connecta Briançon, al nord-oest, amb Chastèu Vila Vielha, al sud-est. La carretera D902, que la franqueja, es troba tancada al trànsit de novembre a maig-juny entre els llogarets de Brunissard, a la comuna d'Arvieus, i Le Laus a la comuna de Cerviéras.
És un coll emprat habitualment pel Tour de França. En el seu vessant sud hi ha inhòspits i estèrils pedregars amb grans pinacles rocallosos erosionats, coneguts com a Casse Déserte, que ha fet de teló de fons d'alguns moments claus en la història del Tour de França, i que apareixen en nombroses fotografies en blanc i negre de la cursa dels anys 50.

## Detalls de l'ascensió
Des del sud la carretera comença a pujar a partir de Guillestre, amb 31,5 km de llargada i un desnivell mitjà del 4,8%. Amb tot l'ascensió pròpiament dita comença en la unió amb la D947, prop de Chastèu Vila Vielha amb 15,9 km de llargada. Sobre aquesta distància l'ascensió supera 1.095 m de desnivell a una mitjana del 6,9% i un màxim del 10%.
L'ascensió des de Briançon té 20 km de llargada, amb 1.141 m de desnivell a superar a una mitjana del 5,7% i rampes màximes del 9,4%.

## Ciclisme

### Aparicions al Tour de França

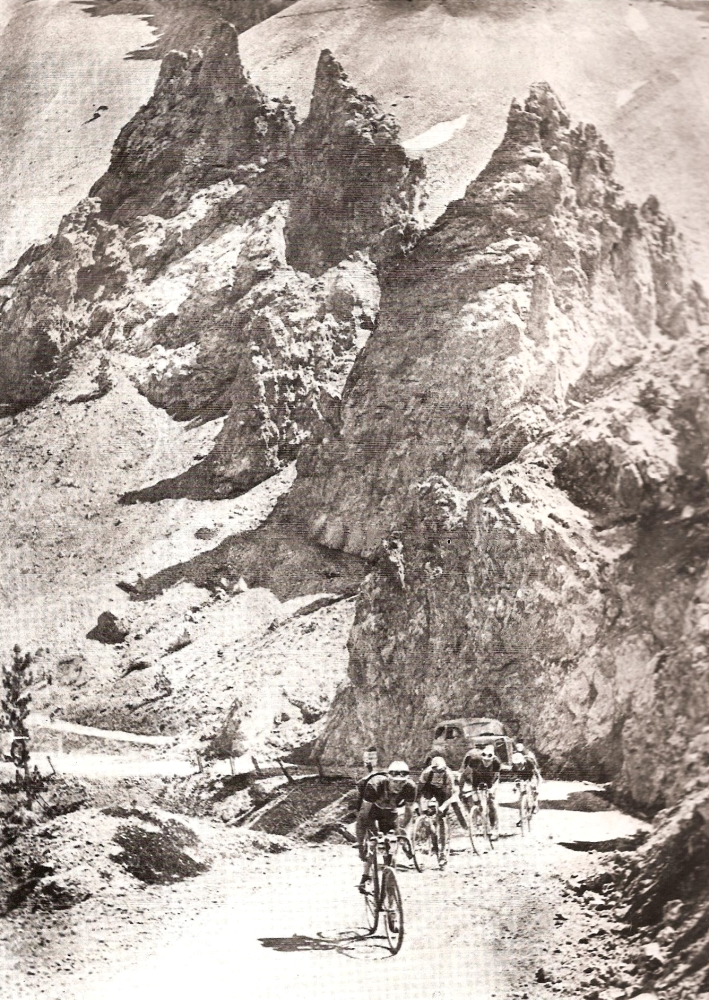
El coll d'Izoard durant el Tour de 1936.

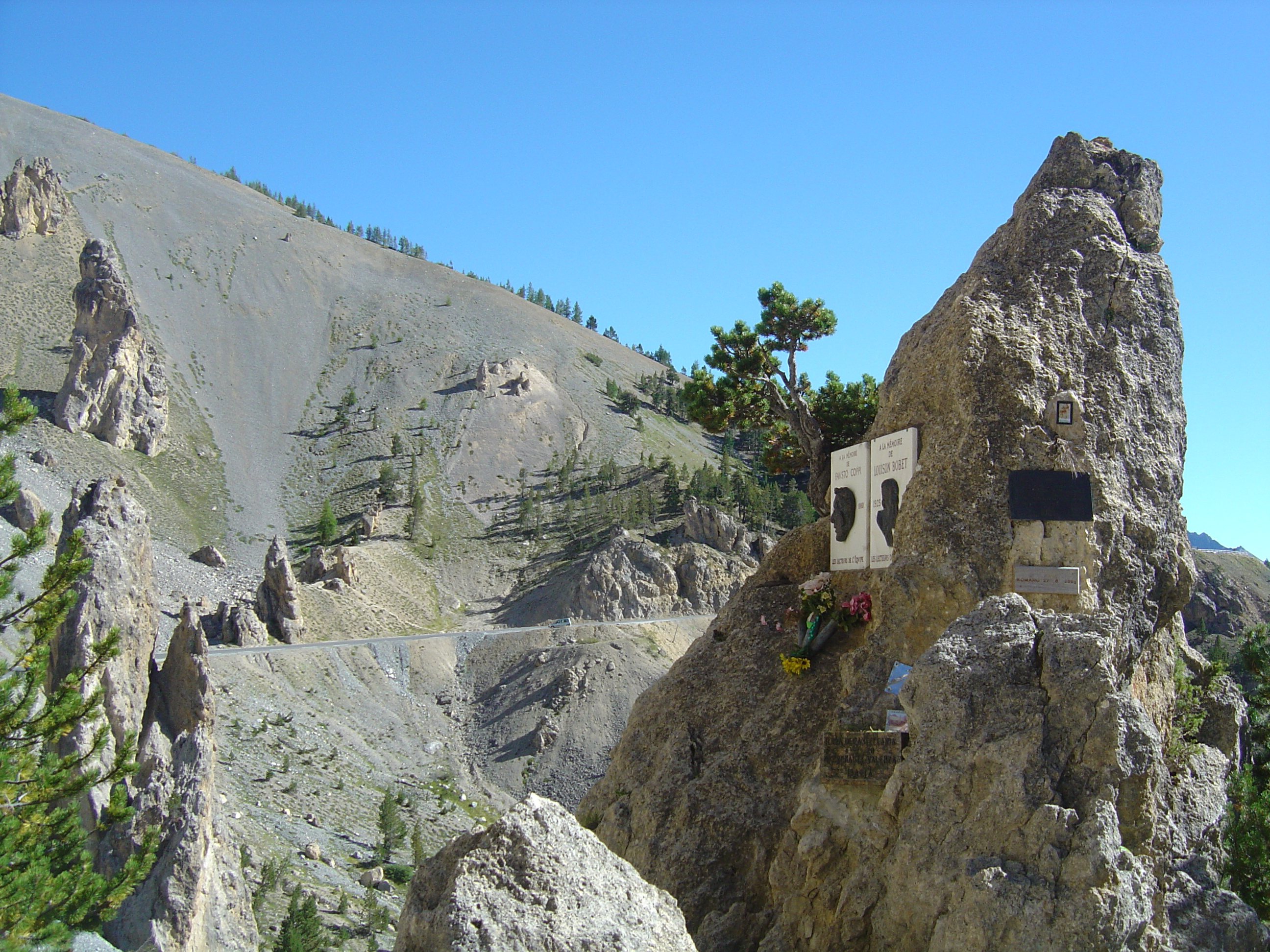
Monument dedicat a Louison Bobet i Fausto Coppi al vessant sud.

El coll d'Izoard és emprat habitualment pel Tour de França, com a port de categoria especial.En total s'ha pujat en 35 ocasions, 25 d'elles des de 1947.
Alguns dels moments més destacats del Tour de França han ocorregut al coll d'Izoard, destacant els defalliments de Fausto Coppi, Bernard Thevenet i Louison Bobet. Un petit museu del ciclisme es troba al cim del coll, juntament amb un monument dedicat a Coppi i Bobet.
| - 1922: Philippe Thys (BEL) - 1923: Henri Pélissier (FRA) - 1924: Nicolas Frantz (LUX) - 1925: Bartolomeo Aimo (ITA) - 1926: Bartolomeo Aimo (ITA) - 1927: Nicolas Frantz (LUX) - 1936: Sylvère Maes (BEL) - 1937: Julián Berrendero (ESP) - 1938: Gino Bartali (ITA) - 1939: Sylvère Maes (BEL) - 1947: Jean Robic (FRA) - 1948: Gino Bartali (ITA) - 1949: Fausto Coppi (ITA) - 1950: Louison Bobet (FRA) - 1951: Fausto Coppi (ITA) - 1953: Louison Bobet (FRA) - 1954: Louison Bobet (FRA) - 1956: Valentin Huot (FRA) | - 1958: Federico Bahamontes (ESP) - 1960: Imerio Massignan (ITA) - 1962: Federico Bahamontes (ESP) - 1965: Joaquim Galera (ESP) - 1972: Eddy Merckx (BEL) - 1973: José Manuel Fuente (ESP) - 1975: Bernard Thévenet (FRA) - 1976: Lucien Van Impe (BEL) - 1986: Eduardo Chozas (ESP) - 1989: Pascal Richard (SUI) - 1993: Claudio Chiappucci (ITA) - 2000: Santiago Botero (COL) - 2003: Aitor Garmendia (ESP) - 2006: Stefano Garzelli (ITA) - 2011: Maksim Iglinski (KAZ) - 2014: Joaquim Rodríguez (CAT) - 2017: Warren Barguil (FRA) - 2019: Damiano Caruso (ITA) |

### Aparicions al Giro d'Itàlia
Esporàdicament el coll d'Izoard també ha estat franquejat pel Giro d'Itàlia. Fins a l'actualitat han estat set les ocasions en què el Giro l'ha superat, la més recents de les quals el 2007.
| - 1949: Fausto Coppi (ITA) - 1964: Franco Bitossi (ITA) - 1982: Lucien van Impe (BEL) - 1994: Marco Pantani (ITA) | - 1996: Pascal Richard (SUI) - 2000: Gilberto Simoni (ITA) - 2007: Danilo di Luca (ITA) |